# Festival Deportivo Panamericano de 2014
El I Festival Deportivo Panamericano fue un evento multideportivo realizado entre el 11 de julio y 30 de septiembre de 2014 en México. El festival fue organizado por la Organización Deportiva Panamericana (ODEPA).

## Sedes
El Festival se realizó en distintas localidades de México.
| Ciudad                         | Sede                                                                           | Deporte                    | Fechas                |
| ------------------------------ | ------------------------------------------------------------------------------ | -------------------------- | --------------------- |
| Aguascalientes, Aguascalientes | Velódromo Bicentenario                                                         | Ciclismo en pista          | 10 – 14 de septiembre |
| Cuautlancingo, Puebla          | Complejo Deportivo Cuautlancingo                                               | Patinaje artístico         | 16 – 19 de julio      |
| Cuautlancingo, Puebla          | Complejo Deportivo Cuautlancingo                                               | Patinaje de velocidad      | 16 – 19 de julio      |
| Guadalajara, Jalisco           | Complejo Nissan de Gimnasia                                                    | Gimnasia artística         | 17 – 19 de julio      |
| Guadalajara, Jalisco           | Complejo Nissan de Gimnasia                                                    | Gimnasia rítmica           | 25 – 27 de julio      |
| Guadalajara, Jalisco           | Complejo Nissan de Gimnasia                                                    | Gimnasia en trampolín      | 26 – 27 de julio      |
| Guadalajara, Jalisco           | Complejo de Racquetbol de la Unidad Deportiva Revolución                       | Raquetbol                  | 2 – 8 de agosto       |
| Huauchinango, Puebla           | Río el Sifón                                                                   | Canotaje en slalom         | 11 – 13 de julio      |
| Ciudad de México               | Alberca Olímpica Francisco Márquez                                             | Clavados                   | 27 – 30 de septiembre |
| Ciudad de México               | Alberca Olímpica Francisco Márquez                                             | Natación                   | 26 – 30 de septiembre |
| Ciudad de México               | Centro Deportivo Olímpico Mexicano (CDOM)                                      | Pentatlón moderno          | 17 – 20 de julio      |
| Ciudad de México               | Centro Deportivo Olímpico Mexicano (CDOM)                                      | Nado sincronizado          | 27 – 29 de septiembre |
| Ciudad de México               | Centro Nacional de Desarrollo de Talentos Deportivos y Alto Rendimiento (CNAR) | Esgrima                    | 11 – 14 de septiembre |
| Ciudad de México               | Centro Nacional de Desarrollo de Talentos Deportivos y Alto Rendimiento (CNAR) | Tenis de mesa              | 17 – 20 de julio      |
| Ciudad de México               | Centro Nacional de Desarrollo de Talentos Deportivos y Alto Rendimiento (CNAR) | Halterofilia               | 19 – 21 de julio      |
| Ciudad de México               | Estadio de atletismo Jesús Martínez “Palillo”                                  | Atletismo                  | 15 – 16 de agosto     |
| Ciudad de México               | Gimnasio Edel Ojeda, Instituto Politécnico Nacional (IPN), Unidad Zacatenco    | Lucha                      | 15 – 17 de julio      |
| Ciudad de México               | Gimnasio Olímpico Juan de la Barrera                                           | Boxeo                      | 16 – 20 de julio      |
| Ciudad de México               | Pista Olímpica de Remo y Canotaje “Virgilio Uribe” (Cuemanco)                  | Canotaje                   | 5 – 7 de septiembre   |
| Ciudad de México               | Pista Olímpica de Remo y Canotaje “Virgilio Uribe” (Cuemanco)                  | Remo                       | 17 – 20 de julio      |
| Monterrey, Nuevo León          | Parque Fundidora                                                               | Triatlón                   | 7 de septiembre       |
| Pachuca, Hidalgo               | Centro de Convenciones TUZOFORUM                                               | Judo                       | 13 – 14 de septiembre |
| Puebla, Puebla                 | Boliche Noria Pro                                                              | Bolos                      | 17 – 20 de julio      |
| Puebla, Puebla                 | Gimnasio Miguel Hidalgo                                                        | Taekwondo                  | 19 – 21 de julio      |
| Querétaro, Querétaro           | Auditorio José María Arteaga                                                   | Bádminton                  | 13 - 15 de septiembre |
| Tequesquitengo, Morelos        | Playa Xoxo                                                                     | Natación en aguas abiertas | 26 – 29 de septiembre |
| Tequesquitengo, Morelos        | Pista de Esquí Acuático Aqua Ski                                               | Esquí Acuático             | 16 – 20 de julio      |
| Tlaxcala, Tlaxcala             | Pabellón commercial del Centro Expositor de Tlaxcala                           | Karate                     | 26 – 27 de julio      |
| Toluca, México                 | Universidad Autónoma del Estado de México (UAEM)                               | Tiro con arco              | 17 – 20 de julio      |
| Zinacantepec, México           | Canchas de Squash de IMCUFIDE                                                  | Squash                     | 7 – 13 de septiembre  |

## Deportes
| - Atletismo - Bádminton - Bolos - Boxeo - Canotaje - Ciclismo | - Deportes acuáticos - Clavados - Nado sincronizado - Natación - Natación en aguas abiertas - Esgrima - Esquí acuático - Gimnasia | - Halterofilia - Judo - Karate - Lucha - Patinaje - Pentatlón moderno - Raquetbol - Remo | - Squash - Taekwondo - Tenis de mesa - Tiro con arco - Triatlón - Vela |

## Medallero
| Núm. | País                           | Oro | Plata | Bronce | Total |
| ---- | ------------------------------ | --- | ----- | ------ | ----- |
| 1    | Cuba (CUB)                     | 64  | 37    | 25     | 126   |
| 2    | Brasil (BRA)                   | 55  | 38    | 40     | 133   |
| 3    | México (MEX)                   | 49  | 58    | 53     | 160   |
| 4    | Estados Unidos (USA)           | 38  | 23    | 39     | 100   |
| 5    | Colombia (COL)                 | 29  | 34    | 36     | 99    |
| 6    | Venezuela (VEN)                | 27  | 15    | 45     | 87    |
| 7    | Canadá (CAN)                   | 20  | 45    | 43     | 108   |
| 8    | Argentina (ARG)                | 16  | 22    | 39     | 77    |
| 9    | Ecuador (ECU)                  | 12  | 9     | 20     | 41    |
| 10   | República Dominicana (DOM)     | 8   | 18    | 16     | 42    |
| 11   | Chile (CHI)                    | 6   | 13    | 24     | 43    |
| 12   | Puerto Rico (PUR)              | 3   | 5     | 8      | 16    |
| 13   | Guatemala (GUA)                | 2   | 9     | 6      | 17    |
| 14   | Jamaica (JAM)                  | 2   | 5     | 6      | 13    |
| 15   | Perú (PER)                     | 2   | 2     | 10     | 14    |
| 16   | El Salvador (ESA)              | 2   | 1     | 1      | 4     |
| 17   | Dominica (DMA)                 | 2   | 0     | 0      | 2     |
| 18   | Costa Rica (CRC)               | 1   | 2     | 5      | 8     |
| 19   | Panamá (PAN)                   | 1   | 1     | 3      | 5     |
| 20   | Bahamas (BAH)                  | 1   | 1     | 0      | 2     |
| 22   | Barbados (BAR)                 | 1   | 0     | 0      | 1     |
| 22   | San Cristóbal y Nieves (SKN)   | 1   | 0     | 0      | 1     |
| 23   | Paraguay (PAR)                 | 0   | 2     | 2      | 5     |
| 24   | Haití (HAI)                    | 0   | 2     | 1      | 3     |
| 26   | Honduras (HON)                 | 0   | 1     | 3      | 4     |
| 26   | Uruguay (URU)                  | 0   | 1     | 3      | 4     |
| 27   | Islas Vírgenes (EE. UU.) (VIR) | 0   | 1     | 1      | 2     |
| 28   | Antigua y Barbuda (ATG)        | 0   | 1     | 0      | 1     |
| 29   | Aruba (ARU)                    | 0   | 0     | 3      | 3     |
| 31   | Bolivia (BOL)                  | 0   | 0     | 2      | 2     |
| 31   | Surinam (SUR)                  | 0   | 0     | 2      | 2     |
| 33   | Trinidad y Tobago (TTO)        | 0   | 0     | 1      | 1     |
| 33   | Nicaragua (NCA)                | 0   | 0     | 1      | 1     |